# Jegor Korsjkov
Jegor Aleksejevitj Korsjkov, ryska: Егор Алексеевич Коршков, född 10 juli 1996, är en rysk professionell ishockeyforward som är kontrakterad till Toronto Maple Leafs i National Hockey League (NHL) och spelar för Toronto Marlies i American Hockey League (AHL). Han har tidigare spelat för Lokomotiv Jaroslavl i Kontinental Hockey League (KHL) och Loko Jaroslavl i Molodjozjnaja chokkejnaja liga (MHL).
Korsjkov draftades av Toronto Maple Leafs i andra rundan i 2016 års draft som 31:a spelare totalt.

## Statistik
| 2013–2014  | Loko Jaroslavl      | MHL        | 43  | 12 | 10 | 22 | 22  | 7  | 0  | 1  | 1  | 6  |
| 2014–2015  | Lokomotiv Jaroslavl | KHL        | 24  | 1  | 2  | 3  | 4   | —  | —  | —  | —  | —  |
|            | Loko Jaroslavl      | MHL        | 23  | 13 | 15 | 28 | 18  | 14 | 5  | 8  | 13 | 10 |
| 2015–2016  | Lokomotiv Jaroslavl | KHL        | 41  | 6  | 6  | 12 | 23  | 4  | 0  | 0  | 0  | 0  |
|            | Loko Jaroslavl      | MHL        | 4   | 2  | 4  | 6  | 6   | 15 | 9  | 10 | 19 | 10 |
| 2016–2017  | Lokomotiv Jaroslavl | KHL        | 36  | 6  | 13 | 19 | 24  | 15 | 1  | 2  | 3  | 10 |
|            | Loko Jaroslavl      | MHL        | 2   | 0  | 0  | 0  | 4   | —  | —  | —  | —  | —  |
| 2017–2018  | Lokomotiv Jaroslavl | KHL        | 52  | 8  | 18 | 26 | 45  | 9  | 1  | 1  | 2  | 16 |
| 2018–2019  | Lokomotiv Jaroslavl | KHL        | 19  | 3  | 2  | 5  | 6   | 9  | 0  | 3  | 3  | 4  |
|            | Toronto Marlies     | AHL        | —   | —  | —  | —  | —   | 9  | 1  | 0  | 1  | 4  |
| 2019–2020  | Toronto Maple Leafs | NHL        | 1   | 1  | 0  | 1  | 0   | —  | —  | —  | —  | —  |
|            | Toronto Marlies     | AHL        | 35  | 14 | 7  | 21 | 22  | —  | —  | —  | —  | —  |
| NHL totalt | NHL totalt          | NHL totalt | 1   | 1  | 0  | 1  | 0   | —  | —  | —  | —  | —  |
| KHL totalt | KHL totalt          | KHL totalt | 172 | 24 | 41 | 65 | 102 | 37 | 2  | 6  | 8  | 30 |
| AHL totalt | AHL totalt          | AHL totalt | 35  | 14 | 7  | 21 | 22  | 9  | 1  | 0  | 1  | 4  |
| MHL totalt | MHL totalt          | MHL totalt | 72  | 27 | 29 | 56 | 50  | 36 | 14 | 19 | 33 | 26 |

### Internationellt
| Källa: Uppdaterad: 2020-02-17 | Källa: Uppdaterad: 2020-02-17 | Källa: Uppdaterad: 2020-02-17 |         | Utv = Utvisningsminuter | Utv = Utvisningsminuter | Utv = Utvisningsminuter | Utv = Utvisningsminuter | Utv = Utvisningsminuter |
| År                            | Lag                           | Mästerskap                    | Matcher | Mål                     | Assists                 | Poäng                   | Utv                     |                         |
| ----------------------------- | ----------------------------- | ----------------------------- | ------- | ----------------------- | ----------------------- | ----------------------- | ----------------------- | ----------------------- |
| 2014                          | Ryssland                      | U18                           | 5       | 1                       | 0                       | 1                       | 4                       |                         |
| 2016                          | Ryssland                      | JVM                           | 7       | 2                       | 6                       | 8                       | 16                      |                         |
| Junior totalt                 | Junior totalt                 | Junior totalt                 | 12      | 3                       | 6                       | 9                       | 20                      |                         |